# Zambia ai Giochi della XXVIII Olimpiade
Lo Zambia partecipò ai Giochi della XXVIII Olimpiade, svoltisi ad Atene, Grecia, dal 13 al 29 agosto 2004, con una delegazione di 6 atleti impegnati in tre discipline.

## Risultati

### Atletica leggera
| Q | Qualificato al turno successivo per la Classifica in qualificazione                                                          |
| q | Qualificato per il turno successivo per ripescaggio o, negli eventi su campo, conquistando la misura minima per qualificarsi |

Maschile
Eventi su pista e strada
| Atleta       | Evento      | Batteria  | Batteria   | Semifinale      | Semifinale      | Finale          | Finale          |
| Atleta       | Evento      | Risultato | Classifica | Risultato       | Classifica      | Risultato       | Classifica      |
| ------------ | ----------- | --------- | ---------- | --------------- | --------------- | --------------- | --------------- |
| Prince Mumba | 800 m piani | 1'48"36   | 6º         | non qualificato | non qualificato | non qualificato | non qualificato |

Femminile
Eventi su pista e strada
| Atleta       | Evento      | Batteria  | Batteria   | Quarti di finale | Quarti di finale | Semifinale      | Semifinale      | Finale          | Finale          |
| Atleta       | Evento      | Risultato | Classifica | Risultato        | Classifica       | Risultato       | Classifica      | Risultato       | Classifica      |
| ------------ | ----------- | --------- | ---------- | ---------------- | ---------------- | --------------- | --------------- | --------------- | --------------- |
| Carol Mokola | 100 m piani | 12"35     | 7ª         | non qualificata  | non qualificata  | non qualificata | non qualificata | non qualificata | non qualificata |

### Nuoto
Maschile
| Atleta           | Evento     | Batteria  | Batteria   | Semifinale      | Semifinale      | Finale          | Finale          |
| Atleta           | Evento     | Risultato | Classifica | Risultato       | Classifica      | Risultato       | Classifica      |
| ---------------- | ---------- | --------- | ---------- | --------------- | --------------- | --------------- | --------------- |
| Chisela Kanchela | 100 m rana | 1'09"95   | 57º        | non qualificato | non qualificato | non qualificato | non qualificato |

Femminile
| Atleta        | Evento            | Batteria  | Batteria   | Semifinale      | Semifinale      | Finale          | Finale          |
| Atleta        | Evento            | Risultato | Classifica | Risultato       | Classifica      | Risultato       | Classifica      |
| ------------- | ----------------- | --------- | ---------- | --------------- | --------------- | --------------- | --------------- |
| Jakie Wellman | 50 m stile libero | 28"56     | 50ª        | non qualificata | non qualificata | non qualificata | non qualificata |

### Pugilato
Maschile
| Atleta        | Evento              | 16-esimi             | Ottavi               | Quarti               | Semifinali           | Finale               | Pos.            |
| Atleta        | Evento              | Avversario Punteggio | Avversario Punteggio | Avversario Punteggio | Avversario Punteggio | Avversario Punteggio | Pos.            |
| ------------- | ------------------- | -------------------- | -------------------- | -------------------- | -------------------- | -------------------- | --------------- |
| Davis Mwale   | Pesi welter leggeri | Bye                  | Johnson (CUB) P RSC  | non qualificato      | non qualificato      | non qualificato      | non qualificato |
| Ellis Chibuye | Pesi welter         | Ulusoy (TUR) P 32–45 | non qualificato      | non qualificato      | non qualificato      | non qualificato      | non qualificato |